# Земгальские говоры

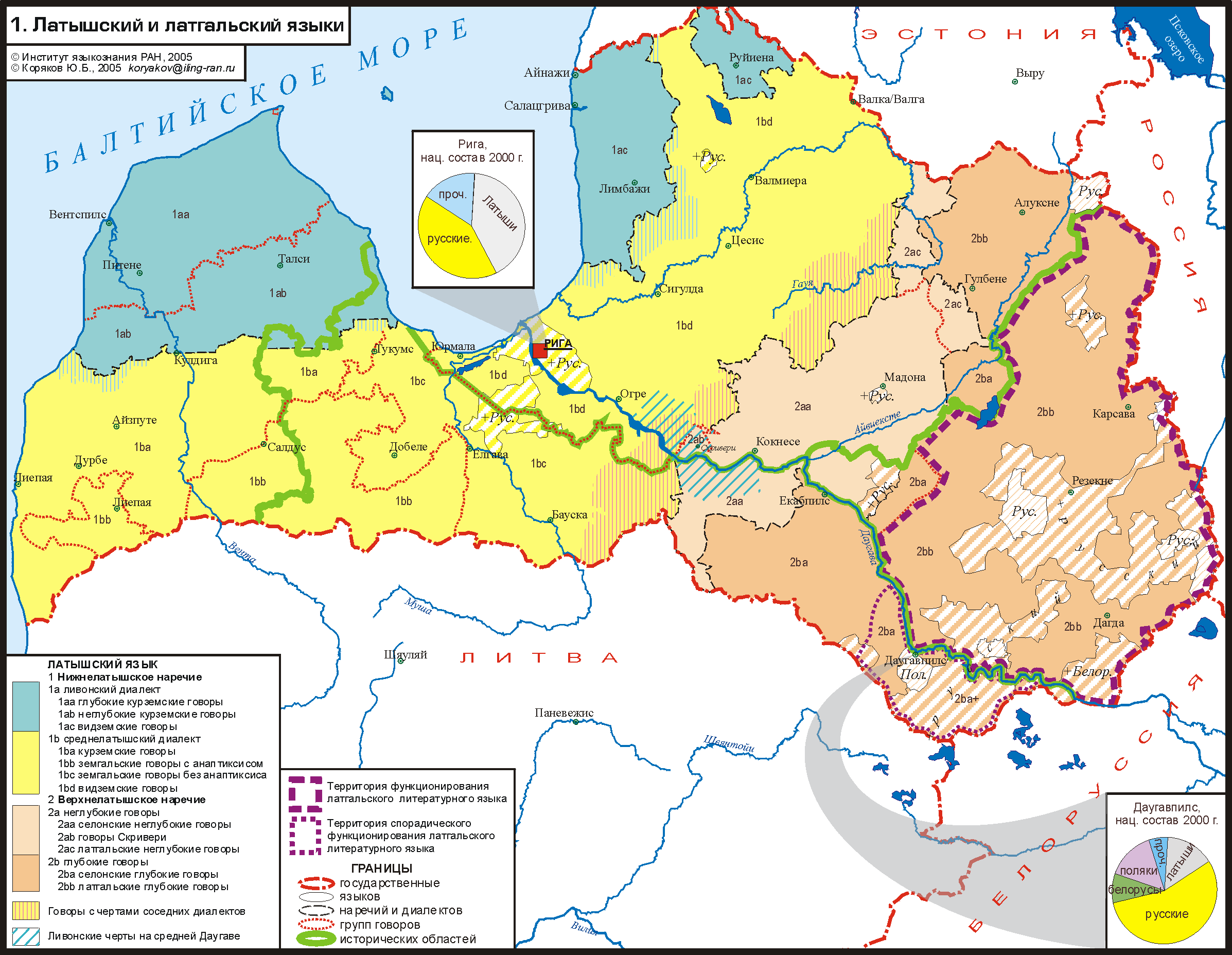
Ареал земгальских говоров среднелатышского диалекта на карте распространения латышского и латгальского языков

Земга́льские го́воры (латыш. vidus zemgaliskās izloksnes; лит. žiemgališkoji patarmė) — говоры среднелатышского диалекта, распространённые в центральных и в части южных районов Латвии, на территории Земгале. В составе среднелатышского диалекта земгальские говоры противопоставляются курземским и видземским.
На формирование земгальских говоров определённое влияние оказал вымерший к XVI веку восточнобалтийский земгальский язык.

## Классификация
В составе земгальского диалектного ареала выделяют говоры без анаптиксы (bez anaptikses) и с анаптиксой (ar anaptiksi): barat < bārt; veret < vērt.
Согласно классификации А. Гатерса, в земгальском ареале выделяются земгальско-куршские говоры (на юго-западе Курземе у литовской границы) и земгальские говоры.

## Область распространения

Диалекты латышского языка

Область распространения земгальских говоров размещена в центральных и в части южных районов Латвии на территории историко-этнографической области Земгале.
Согласно современному административно-территориальному делению Латвии, ареал земгальских говоров занимает территории Вецумниекского, Баускского, Иецавского, Озолниекского, Рундальского, Елгавского, Энгурского, Яунпилсского, Добельского, Терветского, Ауцского и Приекульского краёв, а также части территорий Тукумского, Броценского, Салдусского, Руцавского, Ницского и Гробинского краёв.
Область распространения земгальских говоров с севера и северо-востока граничит с ареалом видземских говоров среднелатышского диалекта, с востока — с ареалом неглубоких (западных) говоров верхнелатышского диалекта. С юга к земгальскому ареалу примыкает ареал литовского языка. На западе и северо-западе область распространения земгальских говоров соседствует с областью распространения курземских говоров среднелатышского диалекта.

## Диалектные особенности
В языковой системе земгальских говоров представлены следующие особенности, совпадающие с языковыми особенностями видземских говоров и противопоставленные особенностям курземских говоров среднелатышского диалекта:
1. Сохранение тавтосиллабических -ir, -ur: [zir̂ks] «лошадь»; [bur̃:t] «колдовать». В курземских (и в части верхнелатышских) говорах тавтосиллабические -ir, -ur изменились в [-īr-] и [-ūr-] соответственно: [zī̂rks]; [bū̃rt].
2. Наличие глагольной основы прошедшего времени на -ā- на месте -ē-: [mē̃s vedā̃m] «мы вели / везли». В курземских (и в части верхнелатышских) говорах основа на -ē- сохранилась неизменной: [mē̃s vedē̃m].
3. Образование форм будущего времени от глаголов первого спряжения, корень которых оканчивается на согласные s, z, t, d при помощи вставки -ī- между корнем и суффиксом будущего времени: [es nesī̂šu] «я понесу»; [tu nesī̂si] «ты понесёшь». В части курземских (и в верхнелатышских) говорах эта вставка отсутствует: [es neš̄u]; [tu nes̄i].
4. Одинаковый способ образования возвратных глаголов как от безприставочных, так и от приставочных глаголов: [cel̂tiês] «вставать»; [pìecel̂tiês] «встать». При образовании возвратных глаголов в приставочных глаголах в курземских (а также в верхнелатышских) говорах возможна вставка рефлексивного форманта -s-, -si-, -sa- между приставкой и корнем: [nuôsabeîʒas] «кончается».